# Jan Helmond
J.N. (Jan) Helmond (ca. 1958) is een Nederlands ambtenaar. Sinds 1 januari 2018 is hij waarnemend rijksvertegenwoordiger voor de openbare lichamen Bonaire, Sint Eustatius en Saba. 

## Loopbaan
Helmond was zeventien jaar werkzaam voor het Openbaar Ministerie. Hij vervulde aansluitend zeven jaar diverse managementfuncties bij rechtbanken. Van 1999 tot 2003 was hij directeur bij de Commissie Gelijke Behandeling. Aansluitend was hij directeur Maatschappelijke Zaken in de gemeente Middelburg en was hij daar tevens een jaar waarnemend-directeur Ruimte. In 2006 werd hij directeur van de Sociale Dienst Walcheren en leidde de fusie met de Kredietbank Walcheren en vervolgens tot december 2010 de gezamenlijke organisatie.  Hierna was hij tot augustus 2014 eilandsecretaris van Sint Eustatius. In september 2014 werd Helmond aangesteld als secretaris rijksvertegenwoordiger en directeur van de Rijksdienst Caribisch Nederland. Per 1 januari 2018 werd hij benoemd tot hij waarnemend rijksvertegenwoordiger voor de openbare lichamen Bonaire, Sint Eustatius en Saba na het vertrek van Gilbert Isabella. Per 1 december 2022 werd hij als directeur van de Rijksdienst Caribisch Nederland opgevolgd door Tim Muller. Zijn positie als waarnemend rijksvertegenwoordiger werd meermaals verlengd met het oog op afschaffing dan wel verandering van de functie bij een geplande herziening van de Wet openbare lichamen Bonaire, Sint Eustatius en Saba (WolBES).